# Hyperdimension Neptunia Victory
Hyperdimension Neptunia Victory (神次元ゲイムネプテューヌV, Kami Jigen Game Neptune Victory)  est un jeu vidéo de rôle développé par les sociétés japonaises Compile Heart et Idea Factory et édité sur PlayStation 3 en 2012.